# 허준 (음악가)
허준(1974년 9월 17일 ~ )은 대한민국의 음악가이다. YB의 기타 연주자로 많이 알려져있다.

## 삶
1974년 9월 17일 대구광역시에서 태어났다. 1993년 영락고등학교를 졸업했다. 2000년 6월 유병열이 윤도현 밴드를 떠나자 그 자리를 메웠다. 허준이 참여한 첫 YB 음반은 라이브 1집이다.
| “ | 봉천동 살인 미소 준이 경상북도 왜관 초가집 살며 검정고무신 벗 삼아 촌동네 중에 일등가는 화려한 삶 속에서 서울로 유학을 왔지만 굴러가는 두 바퀴 자전거에 가출소년 되어 고속도로에서 검거 아이 창피해 | ” |
|   | — YB 6집 수록곡 〈YB 스토리〉에서 |   |